# Cynanchum gerrardii
Cynanchum gerrardii là một loài thực vật có hoa trong họ La bố ma. Loài này được (Harv.) Liede mô tả khoa học đầu tiên năm 1991.